# Referéndum constitucional de Madagascar de 2010
El 17 de noviembre de 2010 se celebró en Madagascar un referéndum constitucional en el que los votantes aprobaron una propuesta para la cuarta Constitución del estado. Se pidió al pueblo malgache que respondiera "Sí" o "No" a la nueva constitución propuesta, que se consideró que ayudaría a consolidar el control del poder de Andry Rajoelina. En el momento del referéndum, Rajoelina encabezaba la máxima Autoridad de Transición (HAT), una junta interina establecida tras el golpe de estado apoyado por los militares contra el entonces presidente Marc Ravalomanana en marzo de 2009.

## Antecedentes
Rajoelina fue investido presidente de transición el 17 de marzo de 2009 tras un golpe de Estado apoyado por los militares y liderado por el coronel Charles Andrianasoavina contra Marc Ravalomanana. Luego programó el referéndum sobre una nueva constitución.
El plebiscito fue visto como una prueba de confianza en Rajoelina y un elemento clave para legitimar su gobierno.

## Fecha programada
La fecha se fijó inicialmente para septiembre de 2009, con elecciones presidenciales en octubre de 2010. Esto se pospuso posteriormente hasta octubre de 2009 antes de ser cancelado. Posteriormente se fijó un nuevo referéndum para el 12 de agosto de 2010, pero el 29 de junio de 2010 el referéndum fue aplazado indefinidamente una vez más. Finalmente, el 14 de agosto se anunció una nueva fecha: el 17 de noviembre.

## Nueva constitución
Un cambio en la nueva constitución buscó mantener al líder del HAT (cargo ocupado por Rajoelina) como presidente interino hasta que se pudieran realizar elecciones. Los analistas dijeron que esto podría permitir a Rajoelina permanecer en el poder indefinidamente, "porque no ha fijado una fecha para su dimisión ni ha explicado las condiciones para las próximas elecciones".
Las próximas elecciones presidenciales estaban previstas para septiembre de 2011 (originalmente estaba previsto para mayo de 2011). Rajoelina ha declarado que no tiene intención de presentarse a las elecciones. Sin embargo, una enmienda en la nueva constitución reduciría la edad de elegibilidad para postularse a la presidencia de 40 a 35 años, lo que permitiría a Rajoelina, de 36 años, presentarse si así lo desea.
La constitución propuesta también contiene una cláusula que requiere que los candidatos presidenciales hayan vivido en Madagascar durante al menos seis meses antes de las elecciones, lo que impide efectivamente que Ravalomanana y otros líderes de la oposición, que vivían exiliados en Sudáfrica, se presenten a las elecciones.

## Controversia
Los tres principales partidos políticos de Madagascar: Tiako i Madagasikara, AREMA y AVI, cada uno dirigido por un expresidente, llamaron a boicotear las elecciones. Los boicots se produjeron en protesta por la negativa de Rajoelina a formar un gobierno de poder compartido de conformidad con un pacto elaborado y firmado por el propio Rajoelina en agosto de 2010. También criticaron el cambio de las reglas electorales en medio del proceso de votación.
Las organizaciones regionales, entre las que destaca la Unión Africana y la Comunidad de Desarrollo de África Austral (SADC), criticaron la falta de inclusión en el proceso de transición de la HAT y exigieron el retorno a las negociaciones.
El día antes de las elecciones hubo pequeños disturbios en la capital, Antananarivo.

## Referéndum
En total, estaban registrados para votar un poco más de 7 millones de personas (7.051.809). Durante el proceso electoral, el gobierno también decidió "suavizar las normas" para los jóvenes que habían alcanzado la edad para votar pero aún no estaban inscritos en el censo electoral. El día fue declarado feriado para animar a los votantes a acudir a las urnas.
La Comisión Electoral Nacional Independiente (CENI) comunicó una disminución en la participación electoral, la cual fue atribuida por los funcionarios a diversos errores en la lista electoral que excluyeron a casi la mitad de los votantes que habían sido registrados previamente. Después de recibir quejas de los votantes sobre este asunto, el gobierno decidió cerrar las urnas a las 18:00 en lugar de a las 16:00, lo que resultó en un incremento en la cantidad de votantes durante la tarde.

Tras el 99% de los votos emitidos, el 74,13% aprobó la votación con una participación del 53%.
La nueva constitución se promulgó el 11 de diciembre de 2010, dando inicio a la Cuarta República de Madagascar.

### Intento de golpe de Estado
El día de las elecciones, los informes indicaron que 21 oficiales militares habían tomado el control del país. El coronel Charles Andrianasoavina, que también había apoyado el golpe anterior que llevó a Rajoelina al poder, fue el coronel líder que hizo la declaración diciendo que el gobierno había sido disuelto. También estuvo acompañado por el jefe de seguridad presidencial. Andrianasoavina dijo más tarde que planeaba tomar el palacio presidencial así como el principal aeropuerto del país. Dijeron que todas las instituciones gubernamentales habían sido suspendidas y que un consejo militar gobernaría. Exigieron la liberación de todos los presos políticos y el regreso de todos los dirigentes en el exilio, entre ellos Ravalomanana.
La cúpula militar prometió aplastar cualquier rebelión, ya que, según informes, Andrianazary, general de la policía militar, afirmó que no intervendría "si hay un motín... [porque] no podemos negociar con alguien que se amotina". Se desconocía el paradero de Rajoelina, aunque las votaciones del referéndum parecían continuar.
Al día siguiente, el jefe del ejército, general André Ndriarijoana, se reunió con los soldados rebeldes, pero no hizo ninguna declaración concluyente. Las fuerzas de seguridad también lanzaron gases lacrimógenos para dispersar a la multitud cerca de la zona. Tres días después del golpe, las fuerzas de seguridad atacaron la base y, tras un breve tiroteo, los soldados rebeldes se rindieron.
Los militares habían visto divisiones internas después del golpe de 2009 y la derogación de la antigua constitución. Además, la incapacidad de Rajoelina para consolidar y poner fin al liderazgo supuestamente había hecho que su popularidad disminuyera.